# Iwan Stafijczuk
Iwan Iosifowicz Stafijczuk (ros. Иван Иосифович Стафийчук, ur. 1912 we wsi Miedowka w guberni podolskiej, zm. w grudniu 1982 w Kijowie) – radziecki polityk.

## Życiorys
Ukończył Ukraińską Akademię Rolniczą, po czym w 1931 został agronomem, później kierownikiem rejonowego oddziału rolnego i dyrektorem sowchozu, od 1940 należał do WKP(b). Od 1943 był funkcjonariuszem partyjnym, w tym w latach 1944–1945 I sekretarzem tetyjowskiego rejonowego komitetu KP(b)U, później do 1951 I sekretarzem zwinogródzkiego rejonowego komitetu KP(b)U. Od 30 maja 1951 do stycznia 1963 był przewodniczącym Komitetu Wykonawczego Kijowskiej Rady Obwodowej, od 27 września 1952 do 10 lutego 1976 wchodził w skład KC KP(b)U/KPU, od stycznia 1963 do grudnia 1964 był I sekretarzem Kijowskiego Wiejskiego Komitetu Obwodowego KPU. Następnie od grudnia 1964 do 29 marca 1967 ponownie pełnił funkcję przewodniczącego Komitetu Wykonawczego Kijowskiej Rady Obwodowej, od marca 1967 do 1969 był przewodniczącym Państwowego Komitetu Rady Ministrów Ukraińskiej SRR ds. produktów zbożowych i przemysłu paszowego, a od 1969 do 19 kwietnia 1975 ministrem zapasów Ukraińskiej SRR, następnie przeszedł na emeryturę. Był deputowanym do Rady Najwyższej ZSRR 5. kadencji.